# Clay Shirky
Clay Shirky er en amerikansk forfatter, lærer og konsulent, som beskæftiger sig med internettets sociale og økonomiske aspekter. Han underviser på New York University's Interactive Telecommunications Program.

## Shirkys lov
Shirkys lov er en betragtning, som oprindelig blev brugt om blogosfæren, men som er blevet generaliseret til:
Equality, fairness, opportunity: pick two. – Lighed, rimelighed, mulighed: Vælg to.

## Værker
- The Internet by E-Mail (1994) – ISBN 1-56276-240-0
- Voices from the Net (1995) – ISBN 1-56276-303-2
- P2P Networking Overview (2001) – ISBN 0-596-00185-1
- Planning for Web Services: Obstacles and Opportunities (2003) – ISBN 0-596-00364-1
- Selected Articles in The Best Software Writing I, Joel Spolsky ed. (2005) – ISBN 1-59059-500-9
  - A Group is its Own Worst Enemy by Clay Shirky
  - Group as User: Flaming and the Design of Social Software by Clay Shirky
- Here Comes Everybody: The Power of Organizing Without Organizations (2008) – ISBN 978-1-59420-153-0
- Cognitive Surplus: Creativity and Generosity in a Connected Age (2010) – ISBN 978-1-59420-253-7